# Sonate K. 268
La sonate K. 268 (F.216/L.41) en la majeur est une œuvre pour clavier du compositeur italien Domenico Scarlatti.

## Présentation
La sonate K. 268 en la majeur, notée Allegro, est la première d'une paire avec la sonate suivante, de même tonalité (à 
). Scarlatti semble expérimenter les différentes directions que peuvent prendre les modulations, avec une cellule rythmique :
répétée trois fois. Il développe son discours successivement à la tierce, à la quarte puis à la quinte pour revenir à son point de départ.

## Manuscrits
Le manuscrit principal est le numéro 3 et dernier du volume V de Venise (1753), copié pour Maria Barbara ; les autres sont Parme VI 21, Münster III 7 et Vienne E 7.

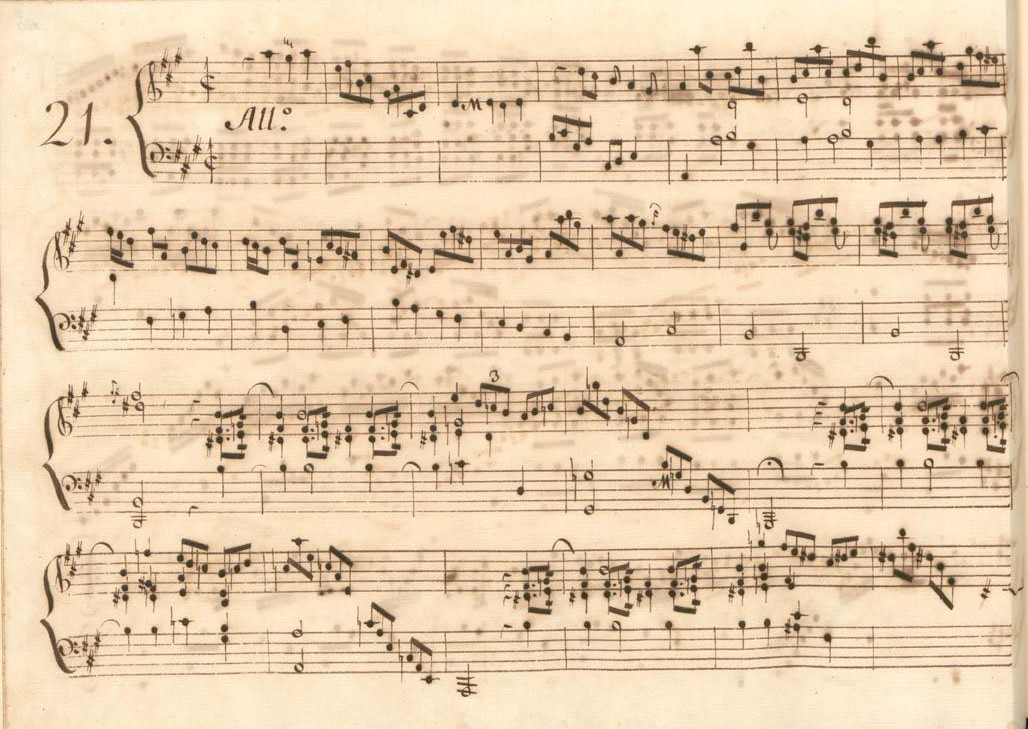
Parme VI 21.
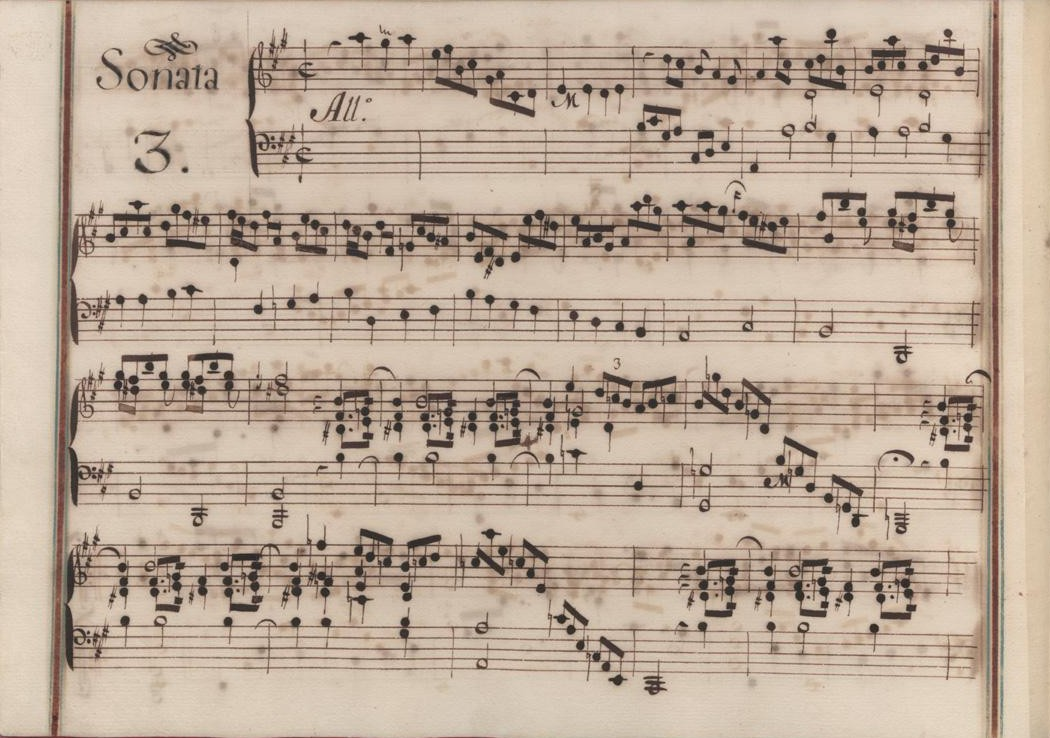
Venise V 3.

## Interprètes
La sonate K. 268 est défendue au piano notamment par Aldo Ciccolini (1950 et 1962, EMI), Mikhaïl Pletnev (1994, Virgin), Christian Zacharias (1994, EMI), Carlo Grante (2012, Music & Arts, vol. 3) et Soyeon Lee (2017, Naxos, vol. 21) ; au clavecin par Scott Ross (1985, Erato), Richard Lester (2001, Nimbus, vol. 2) et Pieter-Jan Belder (Brilliant Classics, vol. 6).

## Sources
: document utilisé comme source pour la rédaction de cet article.
- Ralph Kirkpatrick (trad. de l'anglais par Dennis Collins), Domenico Scarlatti, Paris, Lattès, coll. « Musique et Musiciens », 1982 (1re éd. 1953 (en)), 493 p. (ISBN 978-2-7096-0118-4, OCLC 954954205, BNF 34689181).
- Alain de Chambure, « Domenico Scarlatti : Intégrale des sonates — Scott Ross », Erato (2564-62092-2), 1985 (OCLC 891183737) .